# Albsheim an der Eis
Albsheim an der Eis is een plaats in de Duitse gemeente Obrigheim (Pfalz), deelstaat Rijnland-Palts.

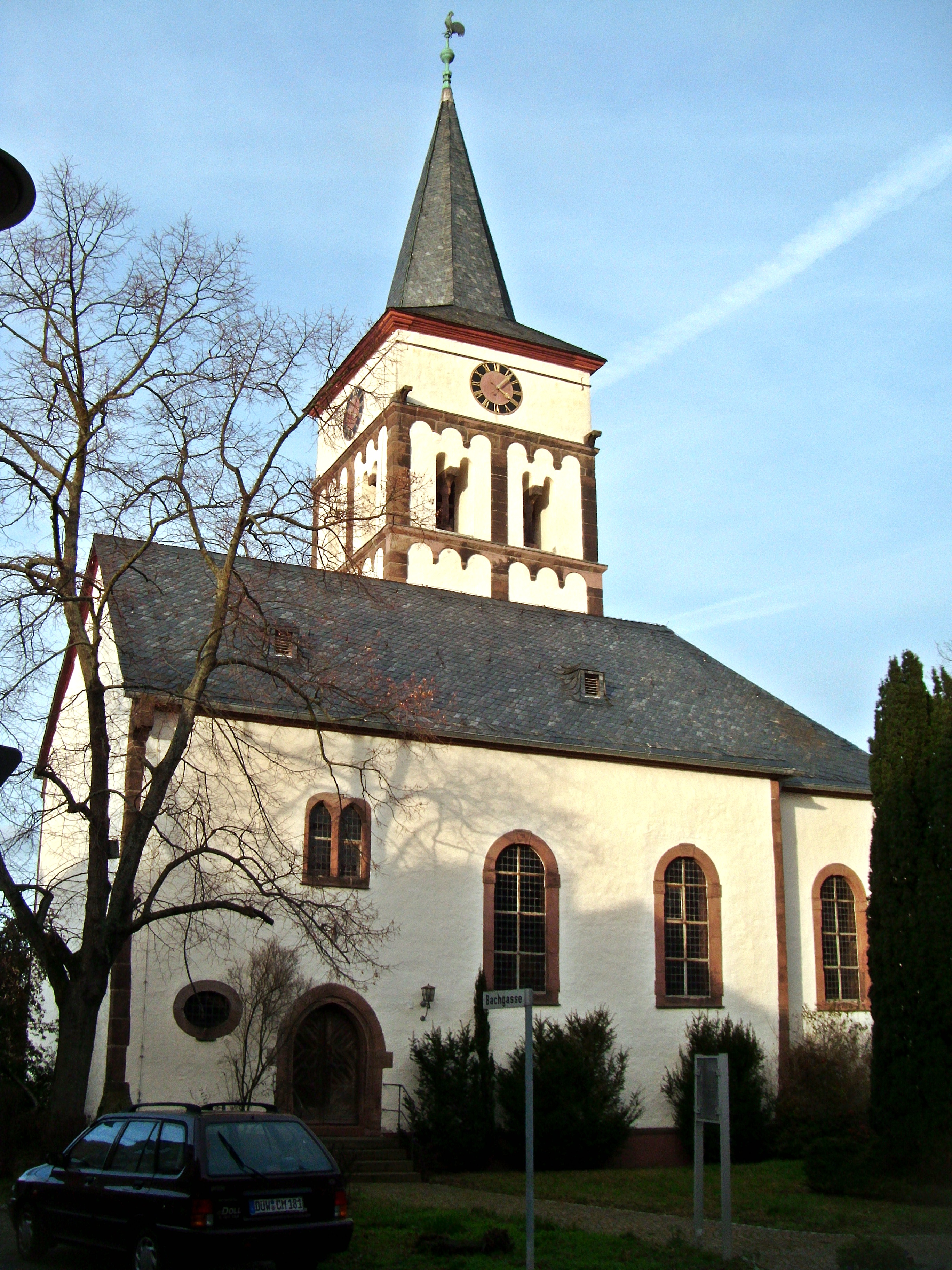
Kerk